# 歐洲鰟鲏
歐洲鰟鮍（学名：Rhodeus amarus），又稱歐洲苦魚，為輻鰭魚綱鯉形目鱊科鰟鮍屬的其中一種，分布於歐洲，從法國隆河至俄羅斯涅瓦河，南至黑海、裏海、愛琴海及地中海沿岸淡水流域，最初由Marcus Elieser Bloch於1782年命名為Cyprinus amarus，之後被稱為Rhodeus sericeus， amarus。體長可達11.2公分，壽命可達5年，棲息在沙泥底質且植被生長的淺水域，屬雜食性，以植物、甲殼類、蠕蟲及昆蟲幼蟲為食，雌魚會在將卵產在蚌殼內，幼魚孵化後，會留在貝殼中直到能獨立游泳。可以做為觀賞魚及餌魚。

## 扩展阅读
維基物種上的相關：歐洲鰟鮍